# Castelhano (futebolista)
Cipriano Nunes da Silveira, mais conhecido como Castelhano (Santana do Livramento, 22 de setembro de 1892 — Santana do Livramento, 26 de novembro de 1980), foi um futebolista brasileiro que atuou como atacante.

## História
Jogou de 1907 até 1929 no EC 14 de Julho, com exceção de uma passagem pelo Santos em 1920, onde atuou em 16 partidas.
Castelhano foi o primeiro gaúcho, que atuava em um clube do Rio Grande do Sul a ser convocado para a Seleção Brasileira de Futebol. Foi convocado para disputar o Sul-Americano de 1920, nome antigo que era dado a atual Copa América, no Chile. Mais três gaúchos foram convocados para aquela competição, mas atuavam em clubes de outros Estados.[carece de fontes?]

### Origem do apelido
Castelhano era natural de Santana do Livramento e com sotaque de quem morava em Rivera no Uruguai, Cipriano ganhou o apelido de Castelhano.

## Títulos
14 de Julho
- Campeonato Gaúcho Região Fronteira: (1927)
- Campeonato Citadino de Santana do Livramento: (1907, 1908, 1909, 1910, 1911, 1912, 1913, 1914, 1915, 1916, 1917, 1918, 1919, 1921, 1924, 1927, 1928, 1929)